# Baiser

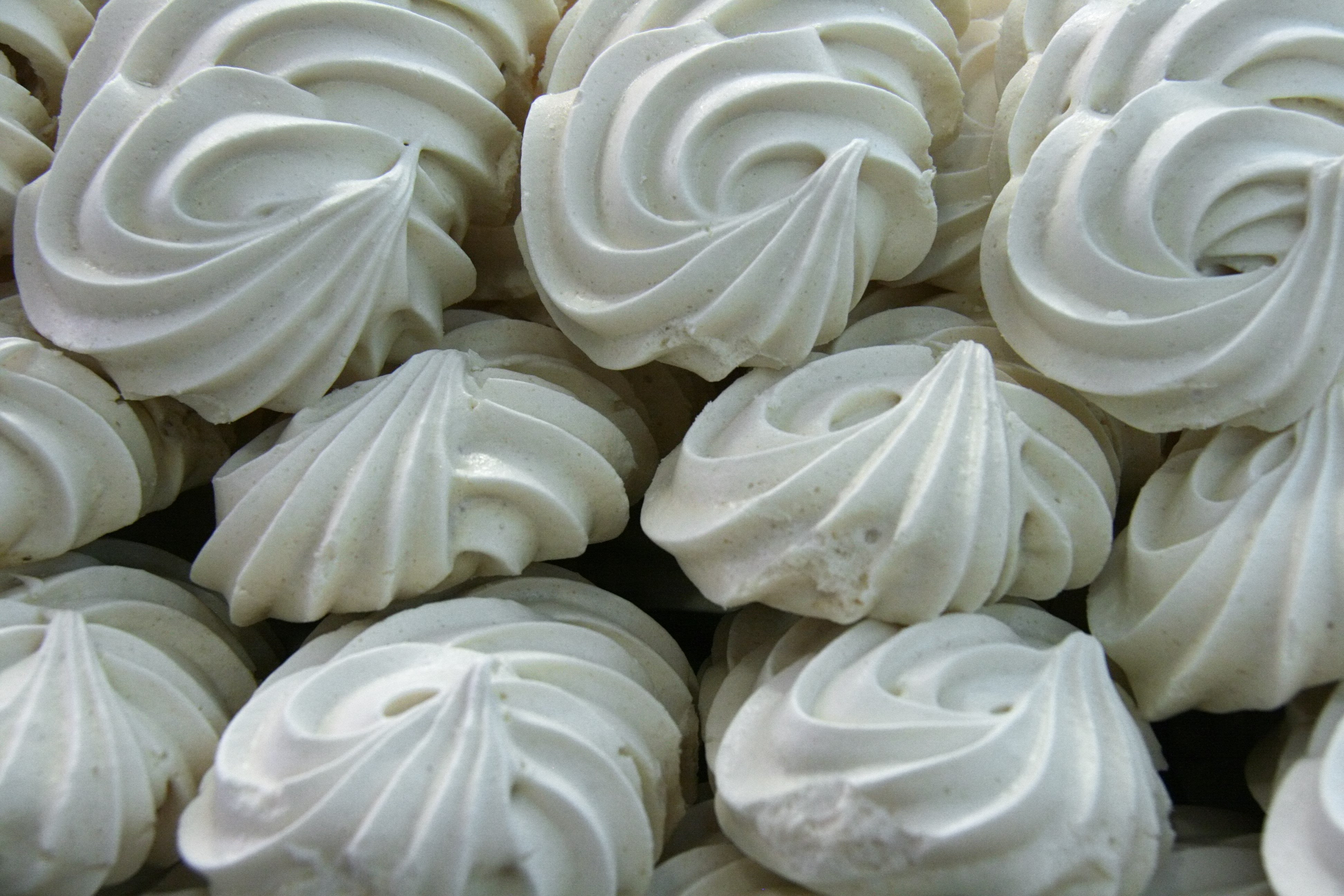
Meringues

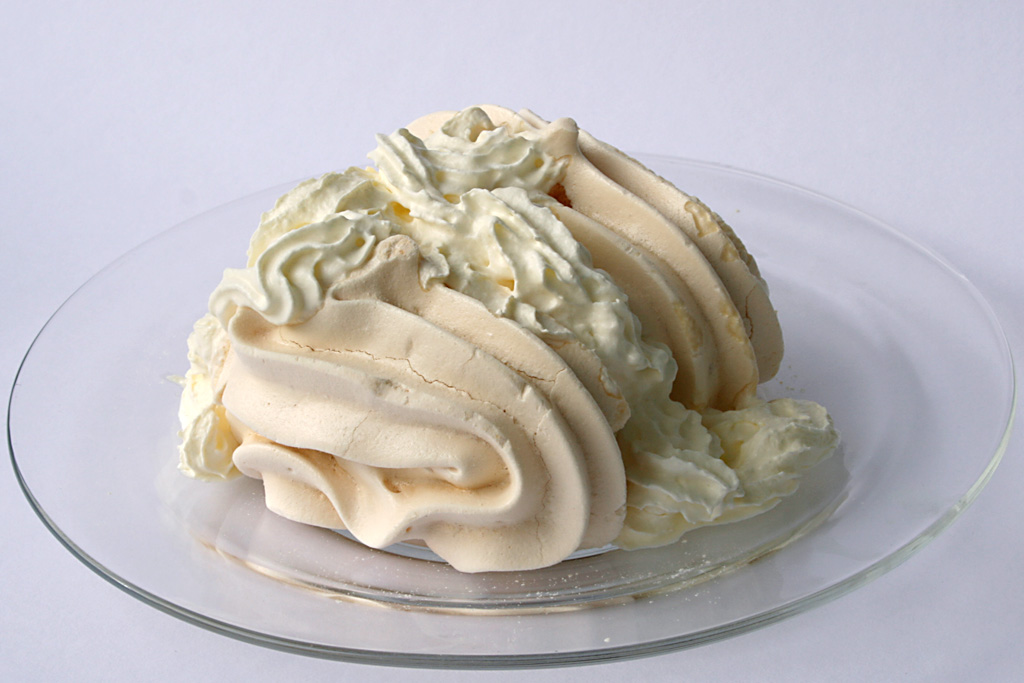
Meringues mit Schlagrahm

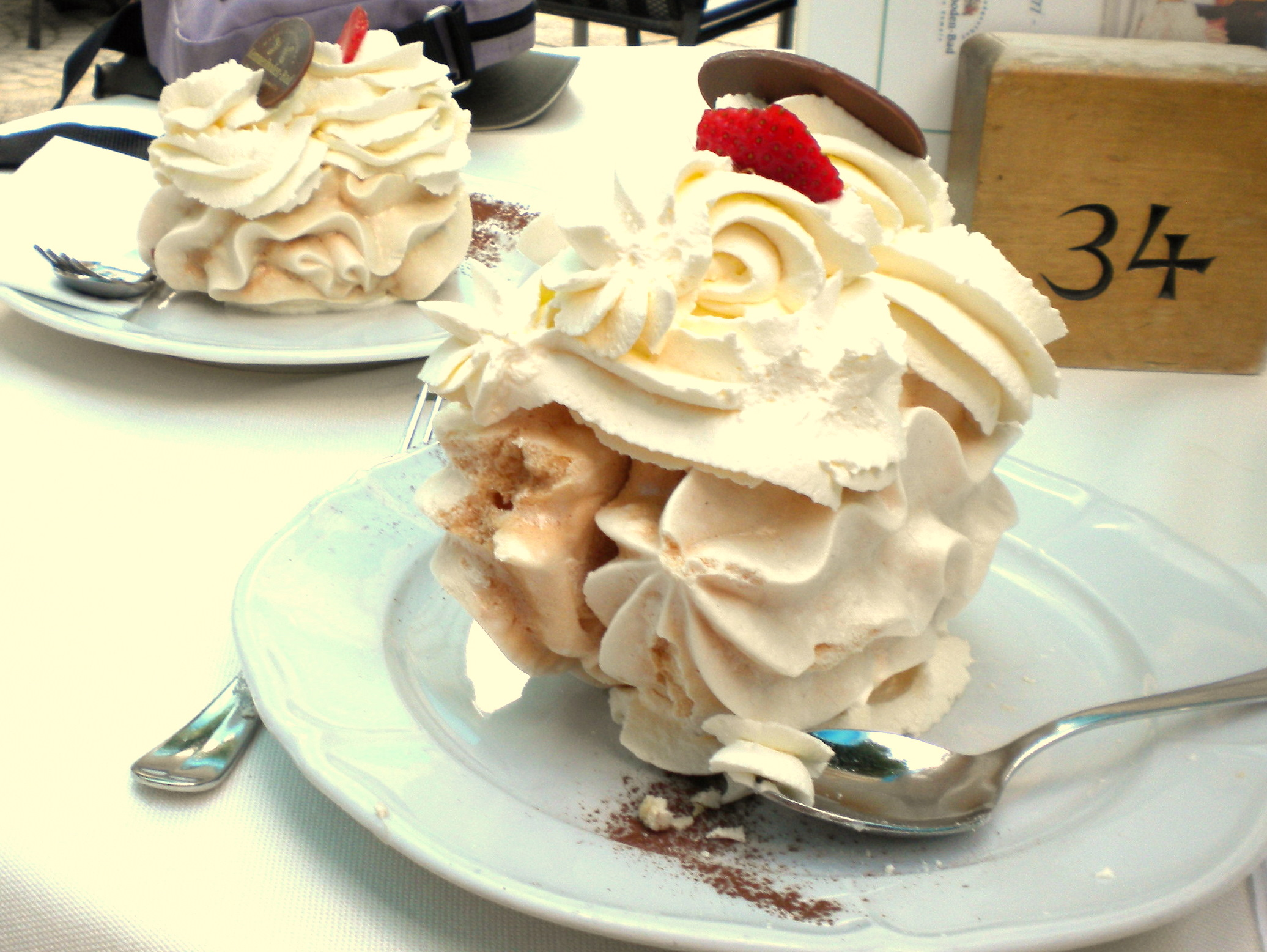
Meringues mit Schlagrahm

Baiser (IPA: [bɛˈzeː], anhörenⓘ; von französisch baiser ‚Kuss‘), auch Spanischer Wind, Windgebäck, Windringerl (Österreichisch) oder Meringue (IPA: [meˈʁɛ̃ːk], anhörenⓘ)/Meringe, ist ein Schaumgebäck aus gezuckertem Eischnee. Baisers werden bei etwa 100 °C für ein bis zwei Stunden mehr getrocknet als gebacken und sollten weiß bis blassgelb bleiben. Baisertorten dagegen werden nur abgeflämmt, wodurch die Masse eher weich bleibt und leicht gebräunt ist.

## Herstellung
Nach den Leitsätzen für feine Backwaren des deutschen Lebensmittelbuchs wird Baiser aus Saccharose und/oder anderen Zuckerarten und mindestens 20 Prozent Hühnereiklar durch Trocknen hergestellt. Säuert man die geschlagene Baisermasse mit etwas Zitronensaft, Essig oder Weinsteinpulver an, so wird sie fester, da die Säure die Vernetzung der Proteine stabilisiert. Der Zuckergehalt einer Baisermasse kann zwischen 50 und 110 g pro Eiklar (30 g) betragen. Ein Eiklar kann maximal 50 g Zucker auflösen, daher muss der restliche Zuckeranteil in Form von Puderzucker oder mit Wasser gekochtem Zucker hinzugefügt werden.
- Kalt geschlagene Baisermasse (auch Französisches Baiser genannt): Eiklar wird sehr steif geschlagen, dabei nach und nach Puderzucker dazugegeben (je Ei etwa 50 g). Ist die Masse fest, wird sie mit einem Löffel oder Spritzbeutel in Häufchen oder einer beliebigen Form auf ein mit Backpapier ausgelegtes Backblech gegeben. Kalt geschlagene Baisers sind mürbe und porös, haben eine raue Oberfläche und sind ohne Glanz.
- Warm geschlagene Baisermasse (auch Schweizer Baiser genannt): Die Zubereitung ist im Wesentlichen gleich, sobald jedoch das Eiklar steif wird, wird die Schüssel in ein auf 50 °C erwärmtes Wasserbad gestellt und die Masse weitergeschlagen, bis sie fest und feinporig ist. Das Wasserbad darf dabei nicht zum Kochen kommen, da sonst das Eiklar gerinnt. Warm geschlagene Baisermasse ist wesentlich stabiler als kalt geschlagene.
- Gekochte Baisermasse (auch Italienisches Baiser genannt): Bei dieser Herstellungsmethode wird heißer Zucker (zum Kettenflug bei 114–116 °C gekocht) unter den Eischnee gehoben. Dadurch wird eine Baisermasse erzielt, die sehr viel stabiler ist und im Gegensatz zum kalt geschlagenen Baiser auch eine glatte und glänzende Oberfläche  hat.[6]

Die Baiser-Masse zerfällt innerhalb von 10 bis 20 Minuten wieder zu Eiklar, wenn sie nicht weiterverarbeitet wird. Oft erfolgt die Verarbeitung mit Hilfe eines Spritzbeutels.

## Verwendung
Portionsgroße Baisers werden meist auf der Unterseite etwas ausgehöhlt und paarweise mit Schlagsahne und Früchten als Pavlova (benannt nach der russischen Balletttänzerin Anna Pawlowna Pawlowa) oder mit Eis, Früchten oder Creme gefüllt und serviert.
Eine andere Variation mit von Baiser bedecktem Eis ist das Omelette surprise.
In der Schweiz werden klassische Meringues nur mit reichlich geschlagenem Rahm serviert. Meringue Glacé nennt sich das Dessert, wenn es zusätzlich noch mit Eiscreme serviert wird. Verbreitet sind dort auch Meringues als Begleitung zu Vermicelles.
Baisermasse wird auch als Deckschicht für Kuchen (meist Obstkuchen) und zum Gratinieren von Süßspeisen verwendet, wobei sie allerdings nicht ganz durchtrocknet und auf der Oberseite leicht bräunt. Beim seltenen Gratinieren von Speiseeis werden nur die Außenhülle oder dressierte Spitzen gebräunt. Bei einigen  Torten bestehen einzelne Böden aus vorgebackener Baisermasse, die mit gemahlenen Nüssen und etwas Mehl ergänzt worden sein kann (dann auch Japonaise genannt). Ein bekanntes Beispiel ist die Zuger Kirschtorte. Baiser ist auch wesentliche Zutat einer Grillagetorte.

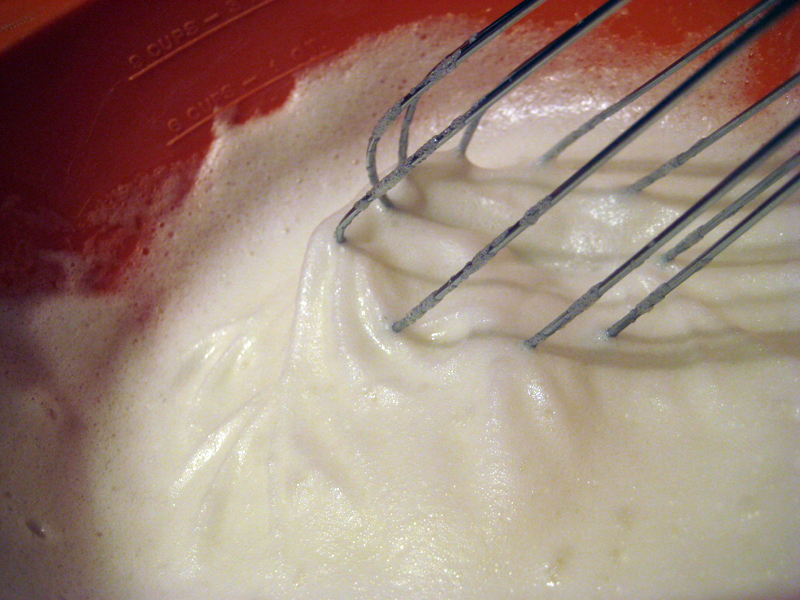
Baisermasse
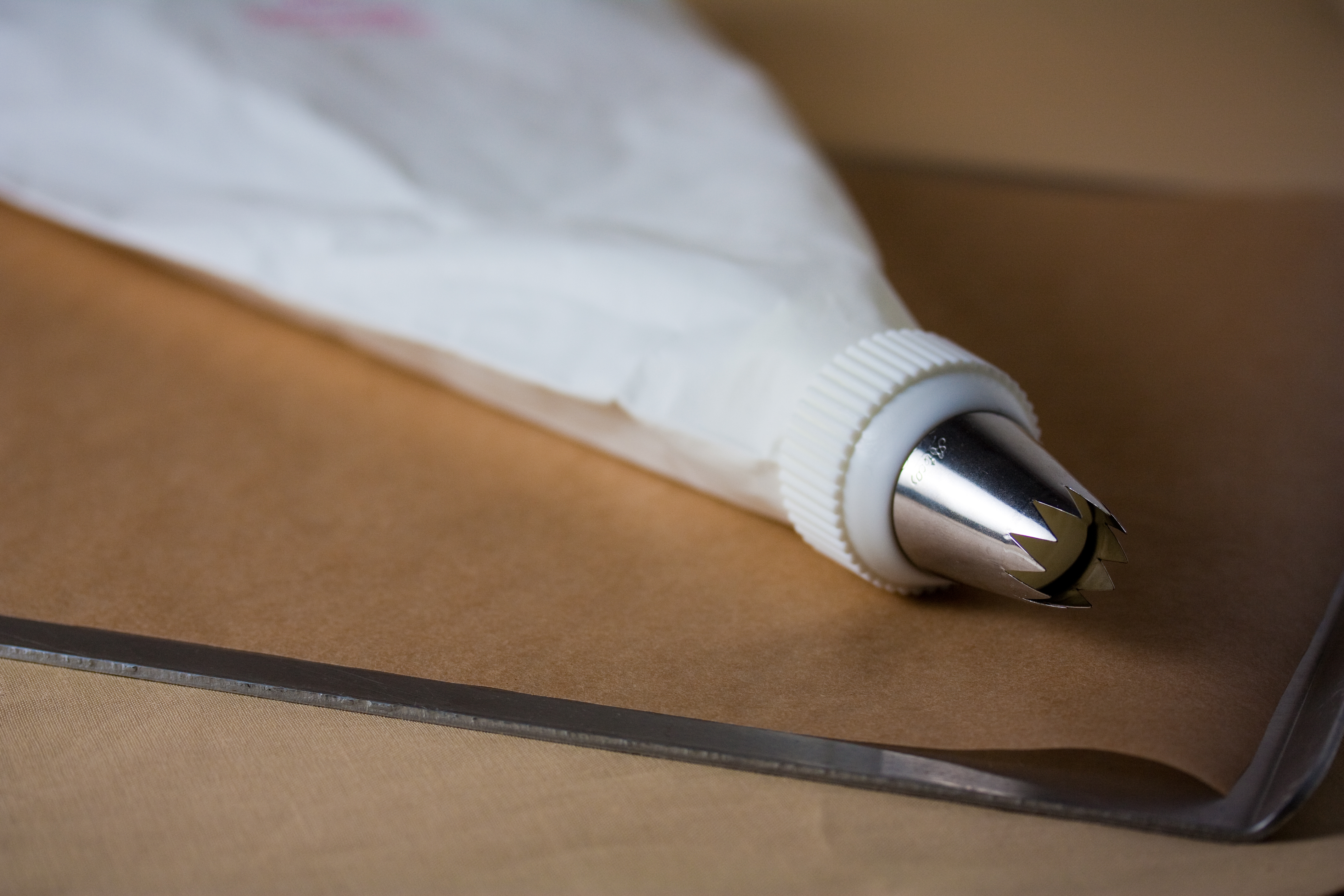
Spritzbeutel
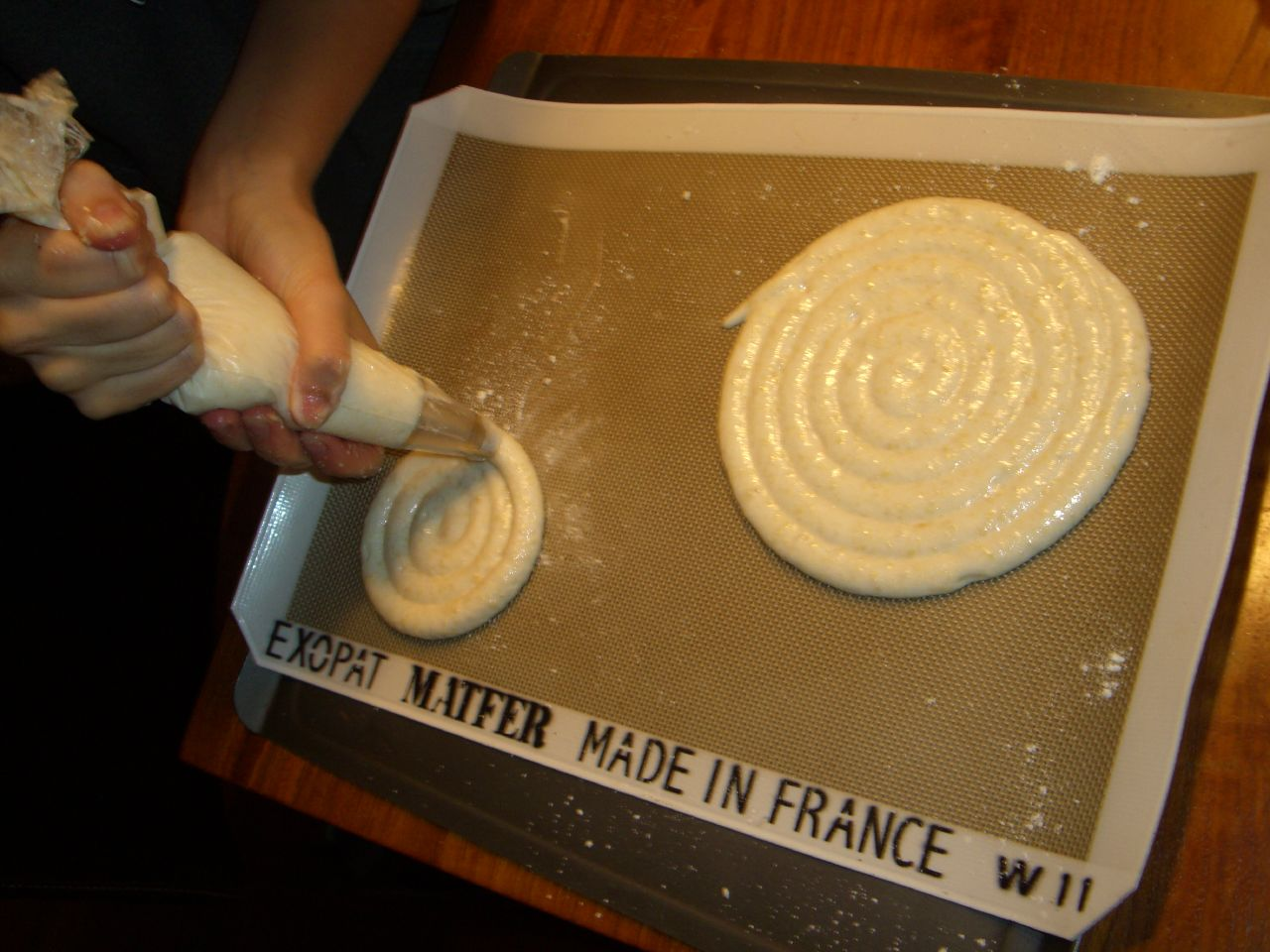
Vorbereitung einer Baiserschicht für Dacquoise-Törtchen
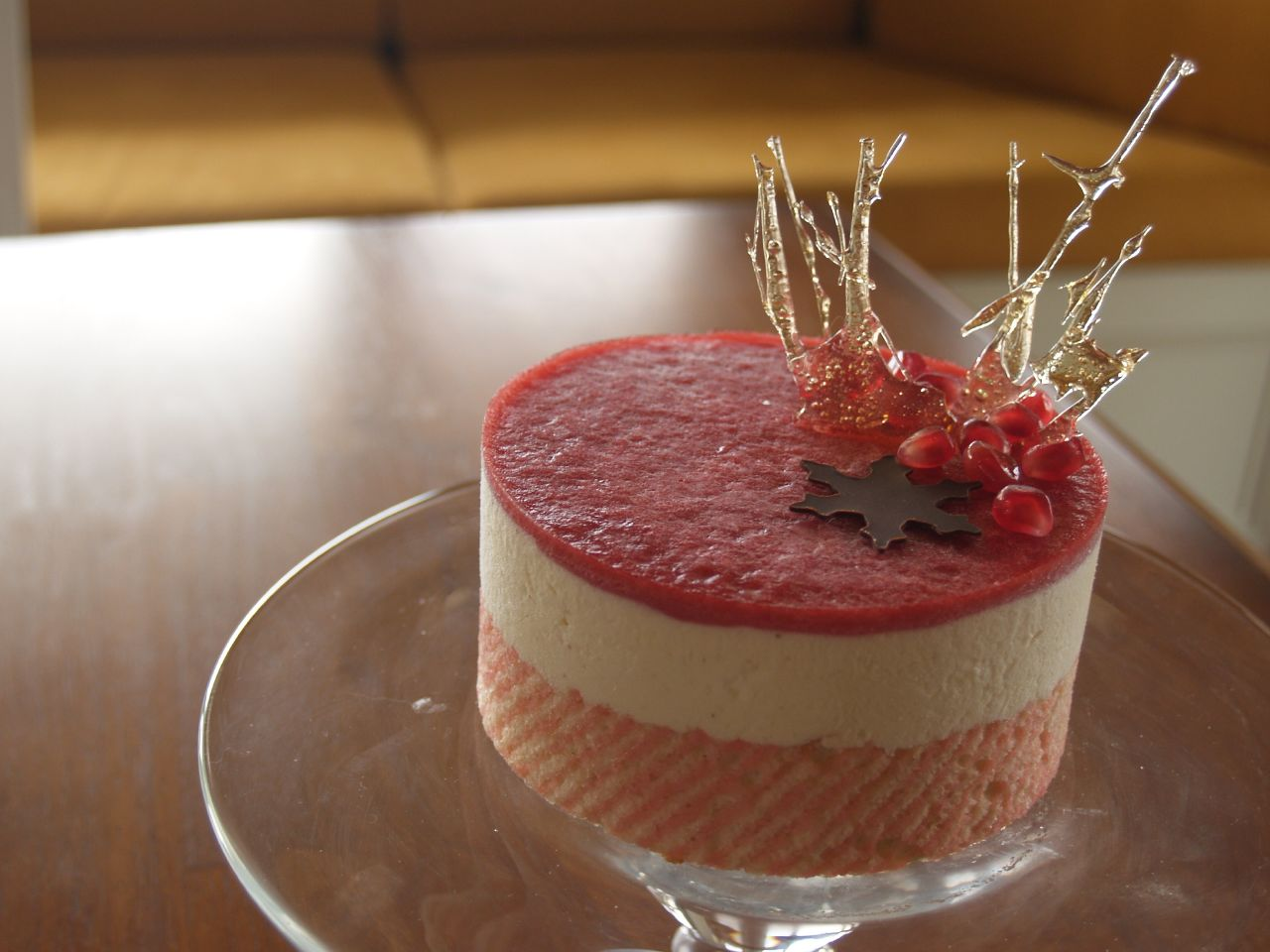
Dacquoise-Törtchen mit Mandelbaiserschicht
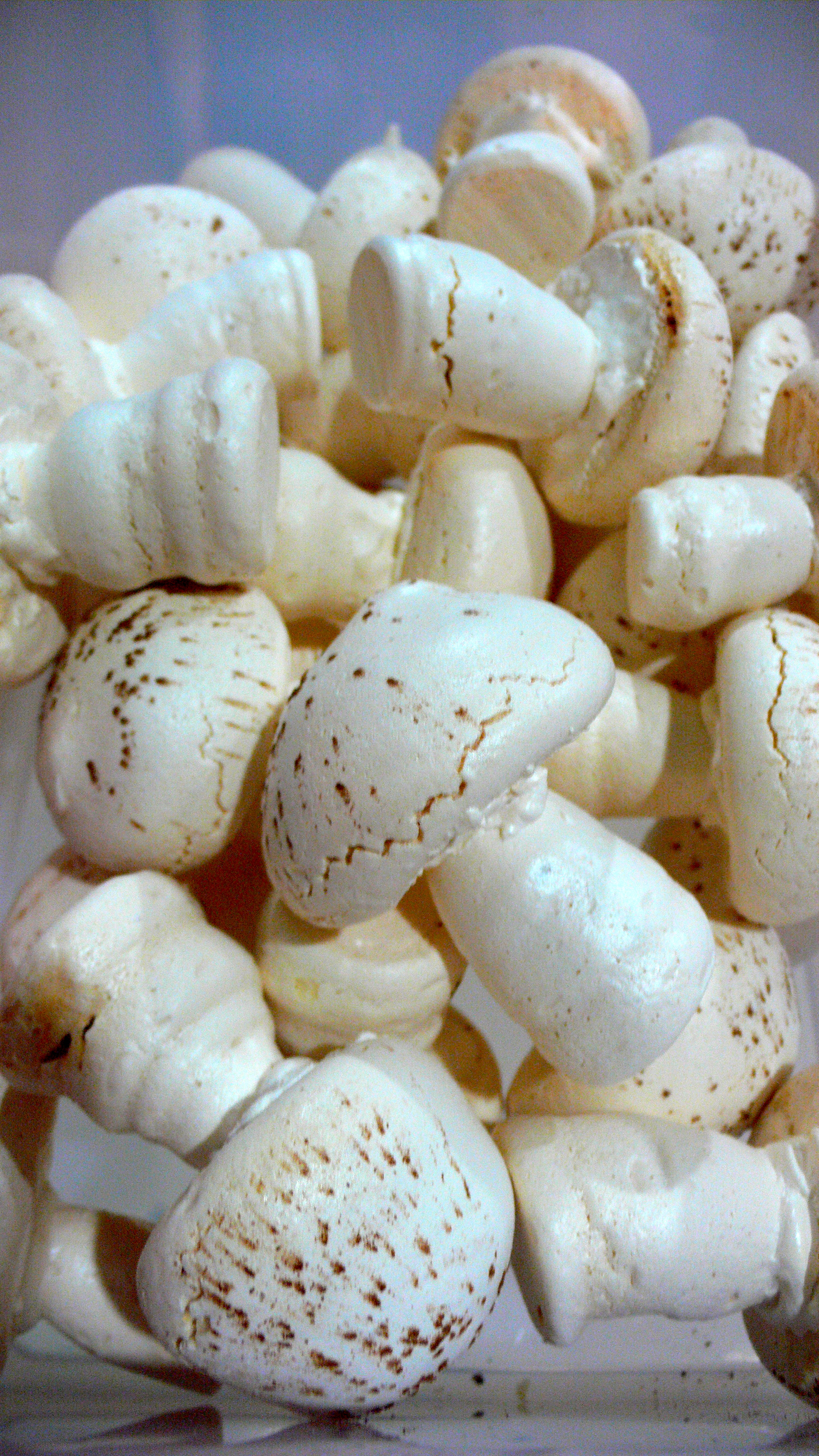
Baiserpilze für den Weihnachtskuchen Bûche de Noël
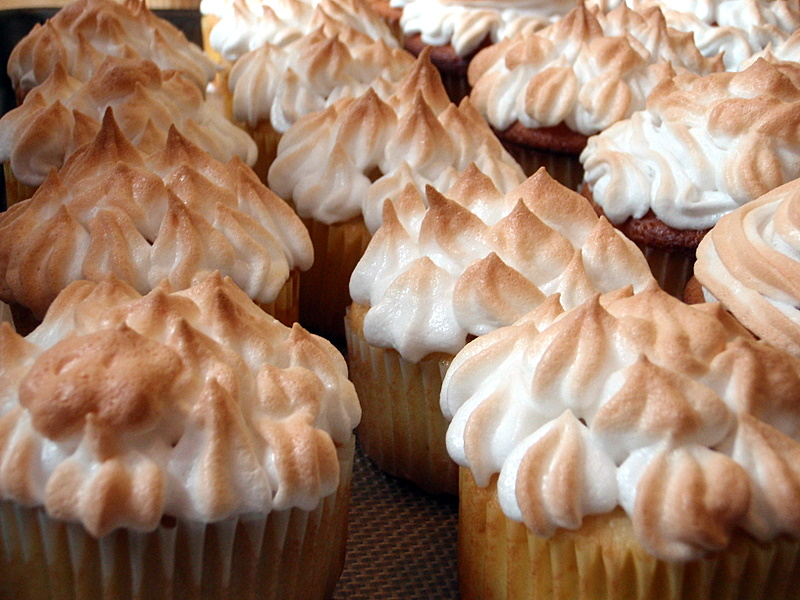
Baiser-Cupcakes
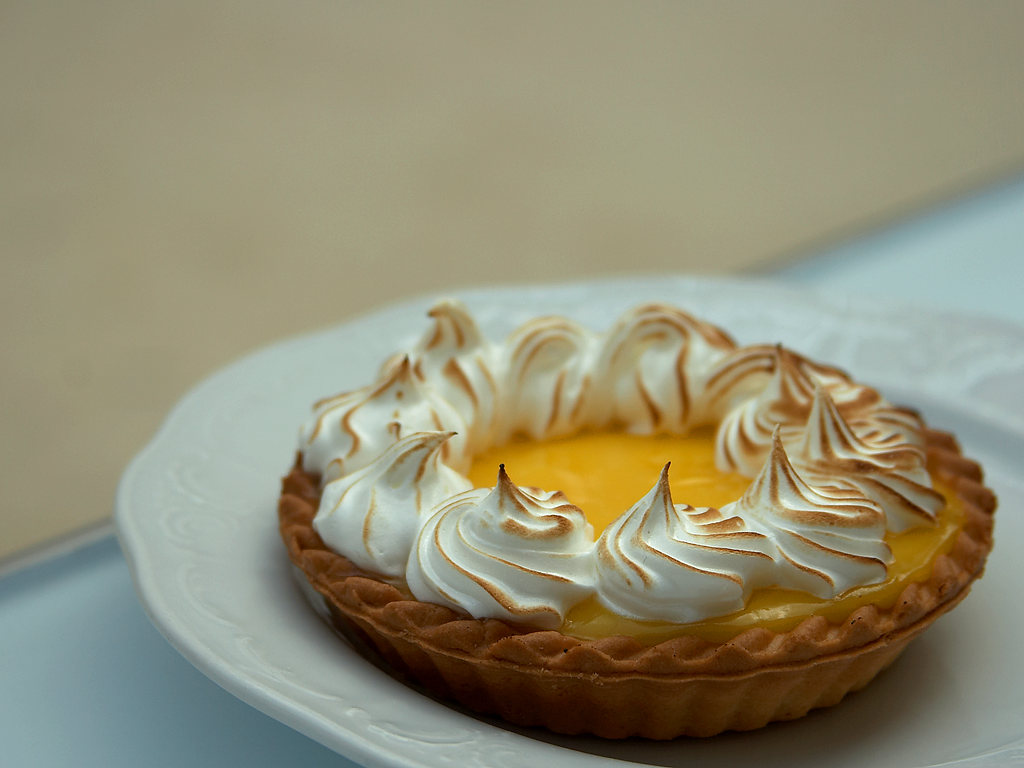
Zitronen-Baiser-Tarte
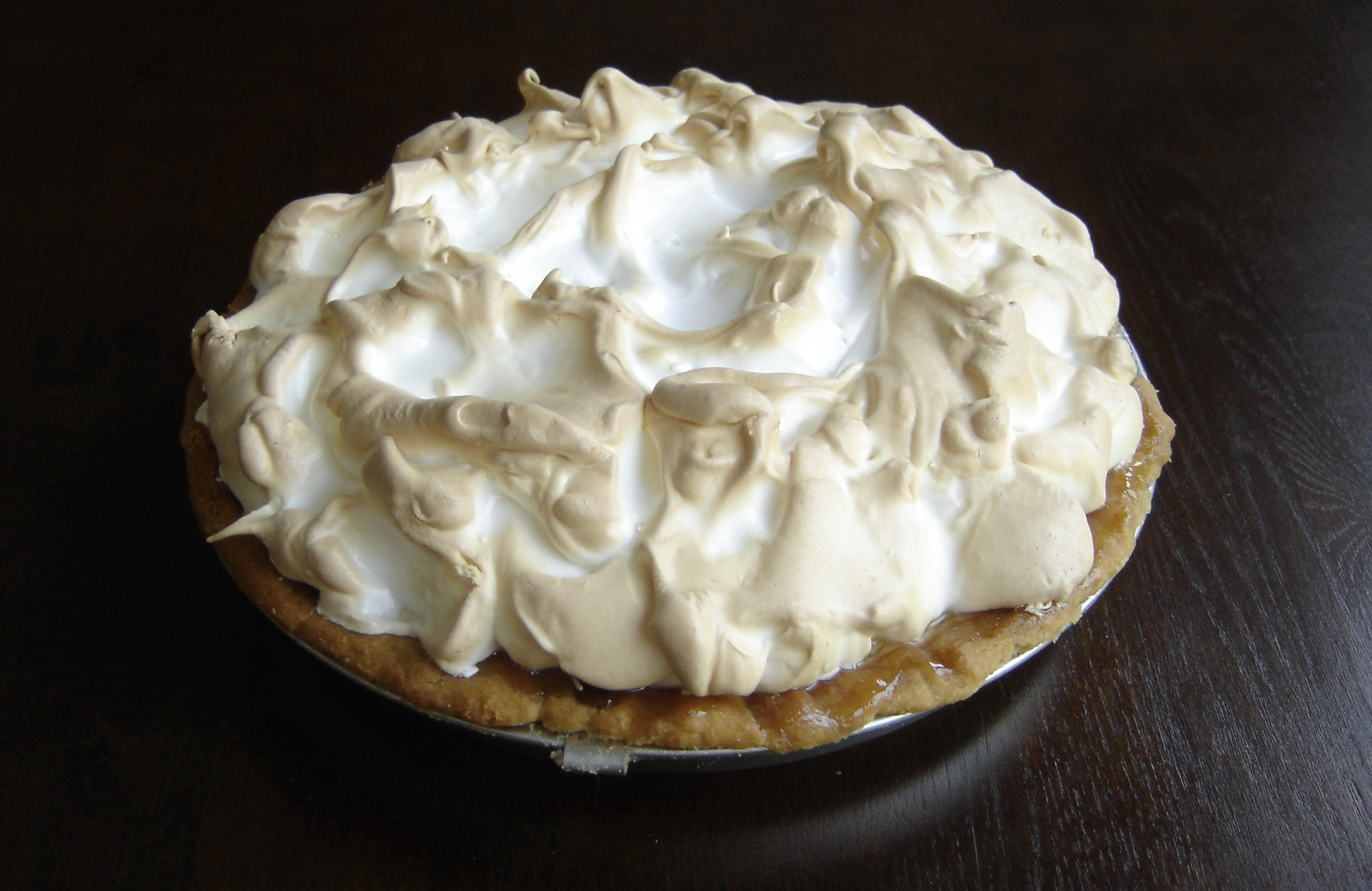
Key Lime Pie mit Baisermasse als Deckschicht

## Etymologie
Das Schaumgebäck wird in Teilen Süddeutschlands sowie außerhalb Deutschlands Meringue genannt. Die Bezeichnung ist unklarer Herkunft, womöglich geht sie auf mittelfranzösisch melinus ‚zart, süß‘ oder auf lateinisch merenda (vulgärlateinisch meringa) ‚Zwischenmahlzeit, Vesperbrot‘ zurück. Eine volksetymologische Vermutung geht von einem Zusammenhang mit dem Ortsnamen der Schweizer Gemeinde Meiringen aus, wo um 1600 der italienische Zuckerbäcker Gasparini es erfunden haben soll. Neben dem französischen König Ludwig XV. wurden die Meringue auch von der englischen Königin gekostet. Ihr Ausspruch „Oh, das ist wie ein Kuss“ soll zur Bezeichnung Baiser geführt haben. In Frankreich ist jedoch der Begriff Baiser für dieses Gebäck völlig unbekannt.

## Ähnliche Speisen
- Ähnlich wie Baiser werden Salzburger Nockerln hergestellt. Sie werden jedoch nicht langsam getrocknet, sondern gebacken.
- Im Schwäbischen werden Baisers auch als Schäumle bezeichnet.
- Im sächsischen Sprachraum sind sie auch als Schmätzchen, Schmätz’l  oder Schmätzel  bekannt.